# فهرست جزایر بر پایه جمعیت
این مقاله شامل فهرستی از جزایر جهان به ترتیب جمعیت است که برای مقایسه، خشکی‌های قاره‌ای نیز به‌صورت مورب نشان داده شده‌اند. جمعیت جزایر جهان بیش از ۷۳۰ میلیون نفر است که تقریباً ۹ درصد از کل جمعیت جهان را تشکیل می‌دهد. از این میان، تنها جاوه (اندونزی) و هونشو (ژاپن) جمعیتی بیش از ۱ درصد از جمعیت جهان را دارند.

## جزایر به ترتیب جمعیت
با توجه به نامشخص بودن این‌که دقیقاً چه چیزی یک جزیرهٔ جغرافیایی را تشکیل می‌دهد، آمار برخی از «جزایر» شامل سایر جزایر مجاور نیز می‌شود.

### جمعیت بیش از ۱۰ میلیون نفر
| رتبه | جزیره                | جمعیت                      | تراکم جمعیت (در کیلومتر مربع) | کشور                                                 |
| ---- | -------------------- | -------------------------- | ----------------------------- | ---------------------------------------------------- |
| –    | آفرو-اوراسیا         | ۶٬۷۲۹٬۹۸۶٬۱۳۵ (۲۰۲۰)       | ۷۲٫۴                          | ده‌ها کشور (در آفریقا، در آسیا، در اروپا)             |
| –    | قارهٔ آمریکا          | ۱٬۰۲۷٬۰۶۷٬۷۴۰ (۲۰۲۰)       | ۲۳٫۵                          | ده‌ها کشور                                            |
| ۱    | جاوه                 | ۱۴۸٬۷۵۶٬۶۸۵ (۲۰۲۱)         | ۱٬۱۹۶                         | اندونزی                                              |
| ۲    | هونشو                | ۱۰۲٬۵۷۹٬۶۰۶ (سرشماری ۲۰۲۰) | ۴۵۰                           | ژاپن                                                 |
| ۳    | بریتانیای کبیر       | ۶۶٬۳۹۷٬۸۲۱ (۲۰۲۱)          | ۳۱۷٫۲                         | بریتانیا                                             |
| ۴    | لوزون                | ۶۴٬۲۶۰٬۳۱۲ (۲۰۲۱)          | ۴۸۰                           | فیلیپین                                              |
| ۵    | سوماترا              | ۵۹٬۱۸۵٬۵۰۰ (۲۰۲۱)          | ۱۲۵                           | اندونزی                                              |
| ۶    | ماداگاسکار           | ۲۸٬۴۷۹٬۶۶۵ (۲۰۲۱)          | ۴۳٫۵                          | ماداگاسکار                                           |
| ۷    | میندانائو            | ۲۷٬۰۲۱٬۰۳۶ (۲۰۲۱)          | ۲۶۱٫۴                         | فیلیپین                                              |
| –    | سرزمین اصلی استرالیا | ۲۵٬۲۹۴٬۰۶۵ (برآورد ۲۰۲۱)   | ۳٫۲                           | استرالیا                                             |
| ۸    | تایوان               | ۲۳٬۸۶۵٬۸۲۰ (۲۰۲۱)          | ۶۵۷                           | تایوان                                               |
| ۹    | سالسیت               | ۲۳٬۷۲۹٬۳۷۸ (۲۰۲۲)          | ۲۴٬۴۱۴                        | هند (مهاراشترا)                                      |
| ۱۰   | بورنئو               | ۲۳٬۷۲۰٬۰۰۰ (۲۰۲۰)          | ۲۶٫۳                          | اندونزی (کالیمانتان), برونئی, مالزی ( صباح, ساراواک) |
| ۱۱   | هیسپانیولا           | ۲۲٬۲۷۸٬۰۰۰ (۲۰۲۰)          | ۲۷۷                           | جمهوری دومینیکن, هائیتی                              |
| ۱۲   | سری‌لانکا             | ۲۱٬۹۱۹٬۰۰۰ (۲۰۲۱)          | ۳۱۰                           | سری‌لانکا                                             |
| ۱۳   | سولاوسی              | ۲۰٬۱۶۰٬۰۰۰ (۲۰۲۰)          | ۹۷                            | اندونزی                                              |
| ۱۴   | گینهٔ نو              | 14,800,000                 | ۱۵                            | پاپوآ گینه نو و اندونزی (گینه نوی غربی)              |
| ۱۵   | کیوشو                | ۱۲٬۳۴۶٬۴۷۸ (برآورد ۲۰۲۰)   | ۳۳۶                           | ژاپن                                                 |
| ۱۶   | کوبا                 | ۱۱٬۳۱۸٬۷۴۷ (۲۰۲۱)          | ۱۰۳٫۳                         | کوبا                                                 |
| ۱۷   | هاینان               | ۱۰٬۰۸۱٬۲۳۲ (۲۰۲۰)          | ۲۹۰                           | چین                                                  |

### جمعیت ۱٬۰۰۰٬۰۰۰ تا ۱۰٬۰۰۰٬۰۰۰
| رتبه | جزیره                  | جمعیت                    | تراکم جمعیت (در کیلومتر مربع) | کشور                                                                                    |
| ---- | ---------------------- | ------------------------ | ----------------------------- | --------------------------------------------------------------------------------------- |
| ۱۸   | لانگ آیلند             | ۸٬۰۶۳٬۲۶۲ (۲۰۲۰)         | ۲٬۲۶۲٫۳۷                      | ایالات متحده آمریکا ( نیویورک (ایالت))                                                  |
| ۱۹   | ایرلند                 | ۷٬۰۲۶٬۶۳۶ (۲۰۲۲)         | ۷۷٫۸                          | جمهوری ایرلند and بریتانیا (Northern Ireland)                                           |
| ۲۰   | جزیرهٔ سنگاپور          | ۵٬۸۸۲٬۴۴۰ (۲۰۲۱)         | ۷٬۷۰۴                         | سنگاپور                                                                                 |
| ۲۱   | هوکایدو                | ۵٬۲۱۴٬۷۹۵ (سرشماری ۲۰۲۰) | ۶۷                            | ژاپن ( هوکایدو)                                                                         |
| ۲۲   | سیسیل                  | ۴٬۸۰۱٬۴۶۸ (۲۰۲۲)         | ۱۹۰                           | ایتالیا ( سیسیل)                                                                        |
| ۲۳   | نگروس                  | ۴٬۶۵۶٬۹۴۵ (۲۰۲۰)         | ۳۳۱٫۷                         | فیلیپین                                                                                 |
| ۲۴   | پانای                  | ۴٬۵۴۲٬۹۲۶ (۲۰۲۰)         | ۳۵۸                           | فیلیپین                                                                                 |
| ۲۵   | بالی                   | ۴٬۳۱۷٬۴۰۴ (۲۰۲۰)         | ۷۵۰                           | اندونزی                                                                                 |
| ۲۶   | سیبو                   | ۴٬۳۱۱٬۰۴۰ (۲۰۲۰)         | ۶۷۰                           | فیلیپین                                                                                 |
| ۲۷   | مادورا                 | ۴٬۰۰۴٬۵۶۴ (۲۰۲۰)         | ۷۴۴                           | اندونزی                                                                                 |
| ۲۸   | جزیرهٔ شمالی            | 3,896,200 (June 2020)    | ۳۴٫۵                          | نیوزیلند                                                                                |
| ۲۹   | شیکوکو                 | ۳٬۶۲۷٬۳۵۹ (سرشماری ۲۰۲۰) | ۱۹۸                           | ژاپن                                                                                    |
| ۳۰   | لومبوک                 | ۳٬۳۱۱٬۰۴۴ (۲۰۱۴)         | ۸۰۳٫۸                         | اندونزی                                                                                 |
| ۳۱   | پورتوریکو              | ۳٬۲۸۵٬۸۷۴ (۲۰۲۰)         | ۳۵۰٫۸                         | پورتوریکو (territory of the ایالات متحده آمریکا)                                        |
| ۳۲   | تیمور                  | ۳٬۱۸۲٬۶۹۳ (۲۰۱۴)         | ۱۰۷٫۶                         | اندونزی (بخشی اد۰ سوندای شرقی) و تیمور شرقی                                             |
| ۳۳   | جامائیکا               | ۲٬۹۵۰٬۲۱۰ (۲۰۱۵)         | ۲۶۶                           | جامائیکا                                                                                |
| ۳۴   | ژونگشان                | ۲٬۸۹۰٬۰۰۰ (۲۰۱۵)         | ۱٬۷۸۴                         | چین و ماکائو                                                                            |
| ۳۵   | لیته                   | ۲٬۶۲۶٬۹۷۰ (۲۰۲۰)         | ۳۲۴٫۲                         | فیلیپین                                                                                 |
| ۳۶   | شیلند                  | ۲٬۲۸۷٬۷۴۰ (۲۰۱۷)         | ۳۲۷٫۴                         | دانمارک                                                                                 |
| ۳۷   | شیامن                  | ۲٬۰۸۷٬۰۰۰ (برآورد ۲۰۲۲). | ۱۱٬۸۴۸٫۴                      | چین (فوجیان)                                                                            |
| ۳۸   | جزیرهٔ مونترئال         | ۲۰۱۱۴۲۲۱                 | ۴٬۰۲۲٫۳                       | کانادا ( استان کبک)                                                                     |
| ۳۹   | فلورس                  | ۱٬۸۳۱٬۰۰۰ (۲۰۱۰)         | ۱۲۲٫۲                         | اندونزی                                                                                 |
| ۴۰   | هایژو                  | ۱٬۸۱۹٬۰۰۰ (سرشماری ۲۰۲۰) | ۱۹٬۸۹۰                        | چین (گوانگ‌دونگ)                                                                         |
| ۴۱   | بولا                   | ۱٬۷۵۸٬۰۰۰ (۲۰۱۱)         | ۱٬۱۷۹٫۸                       | بنگلادش                                                                                 |
| ۴۲   | سامار                  | ۱٬۷۵۱٬۲۶۷ (۲۰۱۰)         | ۱۴۰                           | فیلیپین                                                                                 |
| ۴۳   | جزیرهٔ منهتن            | ۱٬۶۹۴٬۲۵۱ (۲۰۲۰)         | ۲۸٬۸۷۳                        | ایالات متحده آمریکا ( نیویورک (ایالت))                                                  |
| ۴۴   | ساردینیا               | ۱٬۵۷۹٬۱۸۱ (۲۰۲۲)         | ۶۹                            | ایتالیا ( ساردینیا)                                                                     |
| ۴۵   | سامباوا                | ۱٬۳۹۱٬۳۴۰ (۲۰۱۴)         | ۱۰۱٫۳                         | اندونزی                                                                                 |
| ۴۶   | سائو لوئیس             | ۱٬۳۸۱٬۴۵۹ (برآورد ۲۰۱۴)  | ۹۷۸                           | برزیل ( مارانیائو)                                                                      |
| ۴۷   | اونگوجا (جزیرهٔ زنگبار) | ۱٬۳۴۶٬۳۳۲ (سرشماری ۲۰۲۲) | ۸۶۶                           | تانزانیا ( زنگبار)                                                                      |
| ۴۸   | اوکیناوا               | ۱٬۳۳۵٬۷۳۳ (سرشماری ۲۰۲۰) | ۱٬۱۰۵                         | ژاپن ( استان اوکیناوا)                                                                  |
| ۴۹   | میندورو                | ۱٬۳۳۱٬۴۷۳ (۲۰۱۵)         | ۱۱۷٫۲                         | فیلیپین                                                                                 |
| ۵۰   | جزیرهٔ هنگ کنگ          | ۱٬۲۷۰٬۸۷۶ (۲۰۲۱)         | ۱۶٬۳۹۰                        | هنگ کنگ                                                                                 |
| ۵۱   | ترینیداد               | ۱٬۲۶۷٬۱۴۵ (سرشماری ۲۰۱۱) | ۲۶۶                           | ترینیداد و توباگو                                                                       |
| ۵۲   | موریس                  | ۱٬۲۱۹٬۲۶۵ (۲۰۱۴)         | ۶۱۸٫۲۴                        | موریس                                                                                   |
| ۵۳   | بوهول                  | ۱٬۲۱۱٬۰۰۰ (۲۰۱۵)         | ۲۹۰                           | فیلیپین                                                                                 |
| ۵۴   | جزیرهٔ جنوبی            | ۱٬۲۲۵٬۰۰۰ (ژوئن ۲۰۲۳)    | ۷٫۹                           | نیوزیلند                                                                                |
| ۵۵   | کانگشان                | ۱٬۱۶۹٬۰۰۰ (برآورد ۲۰۲۲)  | ۸۱۷۰                          | چین (فوجیان)                                                                            |
| ۵۶   | باتم                   | ۱٬۱۵۳٬۸۶۰ (برآورد ۲۰۱۲)  | ۷۵۰                           | اندونزی                                                                                 |
| ۵۷   | جزیرهٔ بحرین            | ۱٬۰۹۵٬۰۰۰ (برآورد ۲۰۱۴)  | ۱٬۵۵۶                         | بحرین                                                                                   |
| ۵۸   | قبرس                   | ۱٬۰۸۸٬۵۰۳ (برآورد ۲۰۱۰)  | ۱۳۸                           | قبرس, آکراتاری و داکیلیا (بریتانیا), قبرس شمالی (تنها توسط ترکیه به‌رسمیت شناخته شده‌است) |
| ۵۹   | اوآهو                  | ۱٬۰۱۶٬۵۰۸ (۲۰۲۰)         | ۶۵۷٫۹                         | ایالات متحده آمریکا ( هاوایی)                                                           |

### جمعیت ۵۰۰۰۰۰ تا ۱۰۰۰۰۰۰
| رتبه | جزیره        | جمعیت                  | کشور                            |
| ---- | ------------ | ---------------------- | ------------------------------- |
| ۶۰   | بانگکا       | ۹۶۰٬۶۹۲ (۲۰۱۰)         | اندونزی                         |
| ۶۱   | تنریف        | ۹۲۷٬۹۹۳ (برآورد ۲۰۲۱)  | اسپانیا ( جزایر قناری)          |
| ۶۲   | مایورکا      | ۹۱۲٬۵۴۴ (برآورد ۲۰۲۱)  | اسپانیا ( جزایر بالئاری)        |
| ۶۳   | پالاوان      | ۸۸۶٬۳۰۸ (سرشماری ۲۰۱۵) | فیلیپین                         |
| ۶۴   | جزیرهٔ ونکوور | ۸۷۰٬۲۹۷ (برآورد ۲۰۱۹)  | کانادا ( بریتیش کلمبیا)         |
| ۶۵   | رئونیون      | ۸۶۳٬۰۸۳ (برآورد ۲۰۲۰)  | فرانسه                          |
| ۶۶   | جزیره پنانگ  | ۸۶۰٬۰۰۰ (برآورد ۲۰۱۰)  | مالزی ( پیننگ)                  |
| ۶۷   | گران کاناریا | ۸۵۲٬۶۸۸ (برآورد ۲۰۲۱)  | اسپانیا ( جزایر قناری)          |
| ۶۸   | سائو ویسنته  | ۷۶۰٬۰۰۰                | برزیل ( ایالت سائو پائولو)      |
| ۶۹   | نیاس         | ۷۵۶٬۳۳۸ (سرشماری ۲۰۱۰) | اندونزی                         |
| ۷۰   | ماسباته      | ۷۰۶٬۸۹۷ (سرشماری ۲۰۱۵) | فیلیپین                         |
| ۷۱   | سومبا        | ۶۸۶٬۱۱۳ (سرشماری ۲۰۱۰) | اندونزی ( سوندای شرقی)          |
| ۷۲   | ویتی لوو     | ۶۶۱٬۹۹۷ (سرشماری ۲۰۰۷) | فیجی                            |
| ۷۳   | کرت          | ۶۲۳٬۰۶۵ (سرشماری ۲۰۱۱) | یونان ( کرت)                    |
| ۷۴   | ججو          | ۶۲۱٬۵۵۰ (برآورد ۲۰۱۴)  | کره جنوبی                       |
| ۷۵   | چونگمینگ     | ۶۱۵٬۲۹۷ (۲۰۱۳)         | چین (شانگهای)                   |
| ۷۶   | تاسمانی      | ۵۴۲٬۰۰۰ (برآورد ۲۰۲۱)  | استرالیا ( تاسمانی)             |
| ۷۷   | جولو         | ۵۳۰٬۰۰۰ (سرشماری ۲۰۱۵) | فیلیپین                         |
| ۷۸   | پوکت         | ۵۲۵٬۰۱۸ (۲۰۱۰)         | تایلند                          |
| ۷۹   | نیوفاندلند   | ۵۲۲٬۱۰۳ (برآورد ۲۰۲۰)  | کانادا ( نیوفاندلند و لابرادور) |
| ۸۰   | بریتانیای نو | ۵۱۳٬۹۲۶ (سرشماری ۲۰۱۱) | پاپوآ گینه نو                   |
| ۸۱   | ژوشان        | ۵۰۲٬۶۶۷ (سرشماری ۲۰۰۰) | چین (ژجیانگ)                    |

## شبه‌جزیره‌ها و سایر مناطقی که جزیره به‌شمار نمی‌روند
| رتبهٔ مقایسه‌ای | منطقه             | جمعیت            | تراکم جمعیت (در کیلومتر مربع) | کشور                          | توضیحات |
| ------------- | ----------------- | ---------------- | ----------------------------- | ----------------------------- | --- |
| ۵۵            | پلوپونز           | ۱٬۱۰۰٬۰۷۱ (۲۰۱۱) | ۵۱٫۰۵                         | یونان                         | شبه‌جزیره‌ای که با یک تنگهٔ باریک به سرزمین اصلی متصل می‌شود که توسط کانالی بدون قفل از آن عبور می‌کند                       |
| ۶۶            | سودرتورن          | ۷۹۷٬۳۳۴ (۲۰۱۵)   | ۶۶۴٫۴                         | سوئد                          | یک شبه‌جزیره که از طریق تنگهٔ باریکی که کانالی از آن عبور می‌کند به سرزمین اصلی متصل می‌شود                                 |
| ۷۲            | شبه‌جزیرهٔ دیلماروا | ۶۸۱٬۰۳۰ (۲۰۰۰)   | ۴۸٫۲۱                         | ایالات متحده آمریکا           | شبه‌جزیره‌ای که با یک تنگهٔ باریک به سرزمین اصلی متصل می‌شود که توسط کانالی بدون قفل از آن عبور می‌کند                       |
| ۷۶            | گیمپو             | ۶۵۷٬۰۰۰ (۲۰۲۱)   | ۲۰۹۶                          | کره جنوبی (گیونگی، اینچئون)   | یک شبه‌جزیره که از طریق تنگهٔ باریکی که کانالی از آن عبور می‌کند به سرزمین اصلی متصل می‌شود                                 |
| ۱۰۱           | فلیووپولدر        | ۳۶۲٬۳۳۶ (۲۰۲۱)   | ۳۷۳٫۵۴                        | هلند (فلیوولند)               | جزیرهٔ مصنوعی |
| ۱۲۸           | دماغهٔ کاد         | ۲۱۰٬۰۰۰ (۲۰۱۰)   | ۲۳۸                           | ایالات متحده آمریکا، ماساچوست | شبه‌جزیره‌ای که با یک تنگهٔ باریک به سرزمین اصلی متصل می‌شود که توسط کانالی بدون قفل از آن عبور می‌کند                       |
| ۱۴۱           | سونگدو            | ۱۸۸٬۲۱۳ (۲۰۲۱)   | ۳۰۰۰                          | کره جنوبی (اینچئون)           | جزیرهٔ مصنوعی |
| ۱۸۳           | تایپا-کولوان      | ۱۲۹٬۶۴۸ (۲۰۱۶)   | ۶۰۳۰                          | ماکائو (ایلهاس)               | جزایری که با گذرگاه و متعاقباً احیای زمین به یکدیگر پیوسته‌اند                                                            |
| ۱۹۴           | ساموسیر           | ۱۰۸٬۸۶۹ (۲۰۲۰)   | ۲٬۵۰۷٫۴۴                      | اندونزی                       | شبه‌جزیره‌ای در دریاچهٔ توبا که به‌وسیلهٔ یک تنگهٔ باریک به جزیرهٔ سوماترا متصل می‌شود که توسط کانالی بدون قفل از آن عبور می‌کند |
| ۱۹۹           | پوتونگانگ-گویوک   | ۱۰۵٬۱۸۰ (۲۰۰۸)   | ۱۴۰۰۰                         | کره شمالی (پیونگ‌یانگ)         | جزیره‌ای مصنوعی بین رود پوتونگ و کانال پوتونگانگ                                                                         |